# Melicope exuta
Melicope exuta är en vinruteväxtart som beskrevs av Thomas Gordon Hartley. Melicope exuta ingår i släktet Melicope och familjen vinruteväxter. Inga underarter finns listade i Catalogue of Life.